# VIENNA
VIENNA（ヴィエナ）は日本のプログレッシブ・ロックバンド。1988年から1989年にかけて、キングレコードの社内レーベル「クライム」からスタジオ・アルバム2作とライブ・アルバム1作を発表。既にキャリアのあるメンバーが集まって結成されたことから「プログレ・スーパー・グループ」と呼ばれた。

## 来歴
GERARDの藤村幸宏（ボーカル、ギター）、アウター・リミッツの塚本周成（キーボード）、元ノヴェラの西田竜一（ドラムス）により結成され、当初はアウター・リミッツの荒巻隆（ベース）がサポート・メンバーとして参加。デビュー・アルバムのレコーディング直前、アフレイタス等のバンドに参加していた永井敏己が正式メンバーとして加入しラインナップが固まる。
デビューに先立ち、『ロッキンf』第151号（1988年5月号）付録のシート・レコードで「FOLLOW YOU」の別ヴァージョンを発表。続いて、1988年5月21日にデビュー・アルバムを発表した。
VIENNAは1989年1月に解散し、ラスト・ライヴの音源はアルバム『プログレス-ラスト・ライヴ』として発表された。バンド解散後、藤村と永井はGERARDやデッド・チャップリンで活動を共にした。
後に、西田の代わりに菅沼孝三を迎えた編成で再編され、1998年1月にアルバム『Unknown』をインディーズからリリースした。
キング時代のスタジオ・アルバム2作は1994年、2002年、2011年にリイシューされており、ライブ・アルバム『Progress』は1998年と2013年にリイシューされた。

## ディスコグラフィ
- オーヴァーチュア＝序章 - Overture（1988年）
- ステップ・イントゥ・ヴィエナ - Step into… Vienna（1988年）
- プログレス-ラスト・ライヴ- - Progress（1989年）
- Unknown（1998年）